# Лонгаре
Лонгаре, Лонґаре (італ. Longare, вен. Longare) — муніципалітет в Італії, у регіоні Венето, провінція Віченца.
Лонгаре розташоване на відстані близько 410 км на північ від Рима, 60 км на захід від Венеції, 10 км на південний схід від Віченци.
Населення — 5682 особи (2014).

## Демографія
Населення за роками:

Станом на 1 січня 2023 року в муніципалітеті офіційно проживало 288 іноземців з 42 країн, серед них 79 громадян країн Євросоюзу та 11 громадян України.

## Сусідні муніципалітети
- Аркуньяно
- Кастеньєро
- Грумоло-делле-Аббадессе
- Монтегальда
- Монтегальделла
- Торрі-ді-Куартезоло
- Віченца